# 松根東洋城

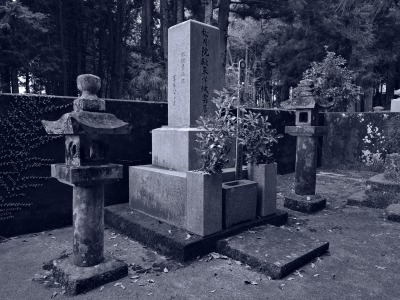
松根東洋城の墓 (金剛山大隆寺)

松根 東洋城（まつね とうようじょう、1878年〈明治11年〉2月25日 - 1964年〈昭和39年〉10月28日）は、俳人。本名豊次郎。位階は従四位。夏目漱石の門下生。

## 生涯
松根権六（宇和島藩城代家老・松根図書の長男）の次男として東京の築地に生まれた。母は宇和島藩主伊達宗城の三女敏子。弟に「電力界のフィクサー」とも呼ばれた実業家の松根宗一（1897 - 1987）がいる。
愛媛県尋常中学校（現松山東高等学校）時代に同校に教員として赴任していた夏目金之助（漱石）に英語を学んだことから、卒業後も交流を持ち続け俳句の教えを受けて終生の師と仰いだ。旧制一高、東京帝国大学から転じて京都帝国大学仏法科卒業。1906年（明治39年）宮内省に入り式部官、書記官、会計審査官等を歴任、1919年（大正8年）退官。
漱石に紹介されて正岡子規の知遇を受けるようになり、子規らが創刊した『ホトトギス』に加わった。1910年（明治43年）には、自身が公務で長期逗留する伊豆・修善寺へ、漱石を胃潰瘍の療養に誘っている（なお、このとき漱石は「修善寺の大患」と呼ばれる大吐血を起こす）。
1914年（大正3年）、宮内省式部官のとき、大正天皇から俳句について聞かれ「渋柿のごときものにては候へど」と答えたことが有名となった。1915年（大正4年）に俳誌『渋柿』を創刊主宰。
子規没後『ホトトギス』を継承した高浜虚子により『国民新聞』俳壇の選者から下ろされ、代わって虚子自身が選者になったことを契機に1916年（大正5年）に『ホトトギス』を離脱した。以降、虚子とは一切の付き合いを持たなかったという。1919年（大正8年）に公職を退き『東京朝日新聞』俳壇の選者となる。
虚子らが掲げる｢俳句こそは花鳥諷詠、客観写生である｣という理念に飽き足らず、俳諧の道は｢生命を打ち込んで真剣に取り組むべきものである｣として芭蕉の俳諧精神を尊んだ。東洋城が週に一度開催した句会には、長谷川零余子、岡本松浜、野村喜舟、飯田蛇笏、久保田万太郎、小杉余子ら後世に名を残す俳人が数多く集った。各地で渋柿一門を集めて盛んに俳諧道場を開き、人間修業としての『俳諧道』を説き子弟の育成に努め、門下から多数の優れた俳人を輩出した。1952年（昭和27年）隠居を表明し『渋柿』主宰を喜舟に譲る。 1954年（昭和29年）日本芸術院会員。
1906年の宮内省入省を機に伯母・初子の婚家である柳原家に寄寓し、離婚して柳原家に出戻っていた柳原白蓮と親しくなるも結婚を許されず、その後は嫡男であったにもかかわらず独身を貫くことになる。
少壮より眉目秀麗でも知られた東洋城だったが、生涯、定まった住居をほとんど持たず、俳壇にも参加せず、生前には句集も出さなかった。俳句に情熱を注ぎ続けた偏屈な孤高の俳人という印象があるが、石川桂郎『俳人風狂列伝』では数々の女性問題がそうした生き方をとらせたことを指摘している。宮内省からの早期退職や、『渋柿』誌上での隠居表明なども、東洋城のこの不品行が背景にあるとされる。

## 著作
『俳諧道』1938年に渋柿社より出版された処女著作。俳誌『渋柿』に毎号掲載した巻頭言の大正4年（1915年）2月創刊号から昭和13年（1938年）2月号までの300余篇の集成。その多くが俳句論で俳人の間で広く読まれた。
『東洋城全句集』全3巻1966年から1967年に東洋城全句集刊行会より出版された。
- 随筆
- 『黛』 秩父書房 1941年
- 『薪水帖』 同文社、1942年

## 文献
- 津村寿夫『宇和島の明治大正史』泉山草房（1968年）